# Mare Nostrum (album)
Pour les articles homonymes, voir Mare nostrum (homonymie).
Albums de Stormlord
The Gorgon Cult
(2004)
Mare Nostrum est le quatrième et dernier album studio en date du groupe de black metal symphonique italien Stormlord. L'album est sorti le 23 mai 2008 sous le label Locomotive Records.
Mare Nostrum signifie en latin notre mer. Il s'agit de l'expression utilisée par les Romains dans l'Antiquité pour qualifier la mer Méditerranée quand ils avaient conquis toutes les terres bordant cette mer.
C'est le premier album ou Gianpaolo Caprino assure le rôle de claviériste au sein de Stormlord, en plus de son rôle de second guitariste. Il assure les deux postes depuis le départ du claviériste d'origine. C'est donc le premier album du groupe enregistré avec une formation à cinq membres depuis leur album At the Gates of Utopia.

## Musiciens
- Christiano Borchi - Chant
- Pierangelo Giglioni - Guitare
- Gianpaolo Caprino - Guitare, Claviers
- Francesco Bucci - Basse
- David Folchitto - Batterie

## Liste des morceaux
1. Mare Nostrum (6:47)
2. Neon Karma (3:56)
3. Legacy Of The Snake (5:14)
4. Emet (5:26)
5. The Castaway (5:04)
6. Scorn (4:19)
7. And The Wind Shall Scream My Name (4:43)
8. Dimension: Hate (4:49)
9. Stormlord (6:32)